# テトリスDS
『テトリスDS』（テトリスディーエス）は、任天堂が開発・発売したニンテンドーDS専用ゲームソフト。日本では2006年4月27日に発売された。
本家「テトリス」の他、5つモードがあり、それぞれに任天堂のファミリーコンピュータやゲームボーイの名作ソフトを模した画面が出てくる。ダウンロードプレイ、ワイヤレスプレイにも対応している。

## 制作

### 企画・スタッフィング
任天堂の上層部がシンプルで明快なゲームをニンテンドーDSで出したいと考える中、「テトリス」はどうかという声が上がり、本作の開発に結び付いた。
プロデューサーの山上仁志はニンテンドーマガジンとのインタビューの中で、ゲームボーイ版『テトリス』が発売されたばかりのゲームボーイの売り上げを押し上げたことについて触れ、本作もニンテンドーDSの普及を目的とした作品だと述べ、長年ハードウェアとソフトウェアを作ってきた経験からこのような流れになったのだろうとしている。
本作の開発は任天堂の企画開発部の第2プロダクショングループが担当しており、同部署が過去に手掛けたプロジェクトとは異なり、社内スタッフを中心として開発が進められた。
山上は、当時入社2年目の吉原一期がプログラミングができると聞き、本作の開発スタッフとして引き入れられた。
吉原は、当初はプロトタイプの開発を任されるだろうと思っていたとニンテンドーマガジンとのインタビューの中で振り返っている。
また、サウンド担当のスタッフはすぐに決まった一方、グラフィッカーはなかなか見つからず、吉原が兼任することとなった。本作は吉原にとってプログラマーとしての初仕事であることに加え、最後まで付き合うと決まった段階でグラフィックまで手掛けることとなり、不安がさらに重なったと吉原は前述のインタビューの中で振り返っている。
しばらくは山上と吉原の二人で開発がすすめられたが、ディレクターの俵正樹が加わり、次いでデザイナーの山根知美と岡本直子が参加し、全体をイメージしながら開発を進める段階に入ることができた。

### グラフィック・サウンド
初期はニューヨークで働く女性をメインターゲットに想定されていたため、おしゃれやかわいいといったコンセプトが立てられていた。また、海外先行販売の可能性もあったことから、世界中を飛び回るスチュワーデスを題材とするという案もあった。
その後、岡本の案で任天堂のキャラクターを使うことに決まった。
岡本は過去のデータを探し出して選定する作業は大変だったが楽しかったと振り返っている。
また、開発チームが許諾を取ろうと連絡したところ、キャラクターの作者が作品の存在自体を忘れていたケースもあった。
本作は、音楽面においても任天堂の作品を題材としており、山根は「グラフィックだけでなく昔の『ゼルダ』や『マリオ』のBGMを聴きながら『テトリス』を遊ぶのは、ある意味新鮮なテイストが出せるかなと感じていました」。とインタビューの中で意図を説明している。

## ゲームモード

### 1Pゲーム

#### スタンダード
いわゆる一般のテトリス。テトリミノの色や回転法則などは2002年に発表されたザ・テトリスカンパニーのガイドライン、いわゆるワールドルールに準拠した仕様になっている。ルールの詳細は、テトリス#ルールの項目を参照。
マラソン
10ライン消すごとにレベルアップし落下速度が上がって行く。200ラインを消し、レベル20をクリアするとエンディングを迎える。
200ライン初達成の場合、マラソンにエンドレスモードが追加され、テトリスのプレイ画面の回りが金色に染まる。
レベル20以上で最高速度となってブロックが出現と同時に地面に接地している状態になり、接地後の操作時間のみでブロックを積み上げていく。テトリスDSはテトリス ザ・グランドマスターシリーズ以外で、最初に20Gを実装したテトリス作品である。
エンドレスモードではラインは最大999ライン、レベル最大999、得点は99999999点でカウンターストップする。レベルが21以上に上がっても、落下速度や接地中の操作時間は変わらない。また1億（108）点を越えた場合ハイスコアに記録されないと言うバグがある。
ステージクリア
指定されたレベルで25ラインを消すモード。ゲームボーイ版などのTYPE-Bと同じルールで、ブロック初期配置の最大の高さを5、最大レベルをマラソンで到達した最大到達レベルまで選択できる.。
VS COM
プレイヤーはマリオとなりコンピュータと対戦をする。レベルは5まである。ゲームボーイ版のルールを踏襲し、複数ラインを一気に消す・Tミノの回転入れでラインを消すとと相手のブロックを下からせり上げることができるが、相手も複数ラインを消して自分のブロックをせりあげようとしてくる。
| レベル  | 対戦相手 |
| ------- | -------- |
| レベル1 | クリボー |
| レベル2 | ノコノコ |
| レベル3 | トゲゾー |
| レベル4 | ジュゲム |
| レベル5 | クッパ   |

#### プッシュ
『ドンキーコング』をモチーフにした2人対戦専用のモード。一つのフィールドの上下に分かれてテトリミノを置いていく。2ライン以上消すと相手側にブロック全体が押し出される。
ブロックを相手の「デンジャーライン」と呼ばれる点線の上まで押し込めば勝利。
このモードではフィールドに床がなく、ブロックを通り抜けて画面外に落ちていったテトリミノは消滅してしまう。
VS COM
コンピュータと対戦する。レベルは5まで選択でき、上がるほど相手の動きが早くなる。

#### タッチ
『バルーンファイト』がモチーフ。予め積み上げられたテトリミノをタッチペンで左右にスライドさせ、ラインを作って消していくモード。ブロックを上下に動かすことはできない。
通常のテトリスとは違い、テトリミノ毎にブロックが塊になっており、下の隙間に落下することもある。これを利用して連鎖消しをすると、一度に複数列（ライン）を消すよりも高得点を獲得できる。
タワー
延々と連なったテトリミノを消していき、一番上にある風船が入っている檻を一番下まで落としたらクリア。レベル3まではテトリミノや、ライン消しで小さくなった塊を回転させることができるが、レベル4とレベル5は回転させることができない。
タッチパズル
上画面に出ている指示通りにテトリミノを消すモード。全50面。テトリミノを回転することはできない。

#### パズル
『ヨッシーのクッキー』をモチーフにした、詰め将棋ならぬ詰めテトリス。「落下の過程でのテトリミノ操作はできない」「どのテトリミノをどの向きで落とすかのみ選択できる」「一手ごとに一ラインを消さなくてはならない」という条件で全ブロックの消去を目指す。

全200面。

#### ミッション
『ゼルダの伝説』をモチーフにした上画面の指示（「合計○ライン消せ」「○○のブロックで×ライン消せ」など）通りにブロックを消していくモード。言うなれば、『ぷよぷよ』シリーズの「なぞぷよ」のようなモード。
マラソン
最大で40回のミッション指示に耐え抜くとクリア。ブロックが上まで積みあがったらゲームオーバー。指示を達成するとブロックが4段下がるが、指示毎の制限時間に間に合わなかったらブロックが5段せり上がる。制限時間はレベルが高いほど短くなる。
タイムアタック
10個の指示をどれだけ早くクリアするかを競う。レベルは5まで。

#### キャッチ
『メトロイド』をモチーフにしたモード。コアの一つのブロックに次々に降ってくるテトリミノをくっつけて4x4以上のブロックを作ると、十字型の爆発を起こしてブロックを消すことができる（10秒後には自動的に爆発する）。
テトリミノが画面下に落ちたり、4x4以上のブロックができていないときに敵に接触すると、エネルギーゲージが減少する。また、敵に接触した場合は爆発によりブロックの一部が破壊される。4×4以上のブロックができている時は敵に接触しても爆発やエネルギーの減少はない。エネルギーが0になったり、ブロックがくっつきすぎて動けなくなったらゲームオーバー。
レベルは20まであり、2回爆破させるごとにレベルが1上がる。40回爆破させるとクリアとなる。

### マルチプレイ
同時に2〜10人まで対戦可能で、誰か1人でもソフトを持っていれば、対戦できる。次の3つのモードで遊ぶことができる。
スタンダード
基本的には1人用と同じだが、アイテムを使うかどうかを選べる。
ミッション
基本的には1人用と同じだが、各指示ごとに点数がつき、合計得点を競う。上まで埋まってしまうと20点減点される。
プッシュ
ルールは1人用と全く同じである。このモードのみ2人でしかプレイできない。

### Wi-Fi
ニンテンドーWi-Fiコネクションを利用し、離れた相手と対戦できる、オンラインのゲームモード。フレンドコードを使った知人同士の対戦の他、世界中のプレイヤーと対戦できるワールドモードがある。2014年5月20日23時（午後11時）にニンテンドーWi-Fiコネクションのサービスが終了しており、現在は接続出来ない。
対戦モード
次の3つのモードがある。
| モード          | 対戦相手     |
| --------------- | ------------ |
| スタンダード2人 | アイテムなし |
| スタンダード4人 | アイテムあり |
| プッシュ2人     |              |
Wi-Fiレーティング
Wi-Fiを使って世界中と対戦する際、ゲームモードに関わらず勝敗に応じて大まかなプレイヤーの実力を表す数字が記録される。最初に設定されるWi-Fiレーティングは5000である。レートは相手に勝つことにより増え、負けたり途中で電源を切るなどの対戦放棄を行うと下がってしまう。自分よりレートの高い相手に勝てばレートは沢山増え、逆にレートの低い相手に負けるとレートは極端に下がるようになっている。

### オプション
ハードドロップ
十字ボタンの上を押すと一瞬で落ちる「ハードドロップ」をありにするかを設定する。「ナシ」に設定していても、通信対戦時は設定したプレイヤーだけ反映される。
ブロックのかげ
どこへ落ちるかを教えてくれる機能をありにするかを設定する。ハードドロップと同様、「ナシ」に設定していても、通信対戦時は設定したプレイヤーだけ反映される。
BGMをきく
ゲーム内で流れる全てのBGMを聴くことができるが、曲の一部のタイトルが「？？？」になっており、1Pゲームの「スタンダード」のマラソンでの到達レベルに応じてタイトルが表示されるようになる。数字はオプションの『BGMをきく』の割り当て番号。
1. マリオデテトリス（スタンダード　レベル1、2、8、9）
2. ゼルダノテトリス （ミッション・スタンダード　レベル11）
3. イソゲ　デスマウンテン（ミッション）
4. クズシテ　トリップ（タッチ）
5. チャージ！メトロイド（キャッチ・スタンダード　レベル12）
6. ジックリ　ヨッシー　（パズル）
7. オセオセ　ドンキー（プッシュ）
8. メザセ10000テトリスポイント（レコード）
9. ミンナデテトリス（マルチプレイ）
10. カチグミノテーマ（マルチプレイ）
11. マケグミノテーマ（マルチプレイ）
12. マリオモリンクモヨッシーモ（タイトル）
13. チカデモテトリス（スタンダード　レベル3、7）
14. マリオデテトリス3（スタンダード　レベル4〜6）
15. タイケツ　クッパ（スタンダード　レベル10）
16. テトリスコング（スタンダード　レベル13）
17. バルーンテトリス（スタンダード　レベル14）
18. テトリスクライマー（スタンダード　レベル15）
19. アセリノテトリス（スタンダード　レベル16〜19）
20. イニシエノテトリス（スタンダード　レベル20）
21. オメデトリス（エンディング）

### レコード
1Pゲーム全てのハイスコアとWi-Fi対戦の成績（対戦回数と勝った回数）を見ることができる。
Wi-Fiのスタンダード4人の場合は1位になった回数と2位になった回数が記録されている。

## アイテム
マルチプレイのアイテムを使うモードとWi-Fiの4人対戦モードには、「？ブロック」を含んだテトリミノが落ちることがある。そのブロックのある列を消すとアイテムが手に入り、それを使うことができるようになる。
キノコ
一定時間、相手のテトリミノの落下速度を上げる。
テレサ
一定時間、相手の次に落ちてくるテトリミノが見えなくなる。
バナナ
相手のブロックの、縦9列揃っていないところのブロックが乱れる。
かみなり
一定時間、相手全員のテトリミノが回転できなくなる。
こうら
自分のブロックの下から2ラインが消去される。
スター
一定時間、相手のアイテムの効果を受けなくなり、4段消し可能なI型テトリミノしか降らなくなる。

## ゲーム音楽・画面
このゲームは任天堂のファミコンやゲームボーイの名作ゲームを模した画面や音楽が使われている。出典の使われている曲名とゲーム名は次の通りである。

### ゲーム音楽
- 「マリオデテトリス」（スタンダード　レベル1、2、8、9）・「チカデモテトリス」（スタンダード　レベル3、7）・「タイケツ　クッパ」（スタンダード　レベル10）　-　スーパーマリオブラザーズ
- 「マリオデテトリス3」（スタンダードレベル4〜6）　-　スーパーマリオブラザーズ3
- 「ゼルダノテトリス」（スタンダード　レベル11・ミッション）・「イソゲ　デスマウンテン」（ミッション）　-　ゼルダの伝説
- 「チャージ！メトロイド」（キャッチ・スタンダード　レベル12）　-　メトロイド
- 「オセオセ　ドンキー」（プッシュ）・「テトリスコング」（スタンダード　レベル13）　-　ドンキーコング
- 「クズシテ　トリップ」（タッチ）・「バルーンテトリス」（スタンダード　レベル14）　-　バルーンファイト
- 「テトリスクライマー」（スタンダード　レベル15）　-　アイスクライマー
- 「メザセ10000テトリスポイント」（レコード）・「イニシエノテトリス」（スタンダード　レベル20）　-　ゲームボーイ版テトリス
- 「ジックリ　ヨッシー」（パズル）　-　ヨッシーのクッキー

### ゲーム画面
- スタンダード レベル1〜15は音楽と同じソフト。
  - スーパーマリオブラザーズの1-1や1-3を模した画面では、残り1ラインで長く粘るなどをすると、ゴール地点のポールを飛び越えることがある。
- オリジナル曲の「アセリノテトリス」が続けて流れるスタンダード レベル16〜19では、以下のソフトのゲーム画面が表示される。
  - エキサイトバイク（スタンダード レベル16）
  - デビルワールド（スタンダード レベル17）
  - アーバンチャンピオン（スタンダード レベル18） - 進行スピードが速いと決着がつくことがある。
  - ダックハント（スタンダード レベル19） - 原作と違い、2匹で片方を打ち逃した場合は打ち落としたほうを持っている。
- スタンダード レベル20はファミリーコンピュータソフトのゲーム画面ではなく、「ゲームボーイ版テトリス」のパッケージデザインが表示される。
- ファミリーコンピュータ ディスクシステムの起動画面（タイトル・メニュー）
- マリオブラザーズ（メニュー上画面）
- ファミリーコンピュータ　ロボットのヘクター博士（メニュー上画面）